# Пеккінг
Пеккінг (нім. Pöcking) — громада в Німеччині, розташована в землі Баварія. Підпорядковується адміністративному округу Верхня Баварія. Входить до складу району Штарнберг.
Площа — 20,96 км2. Населення становить 5587 ос. (станом на 31 грудня 2020).